# Made of Hate
Made of Hate – polski zespół muzyczny wykonujący melodic death metal. Powstał w 2007 roku w Warszawie.

## Historia
Początki zespołu sięgają 2001 roku kiedy to powstała formacja Archeon. Skład zespołu utworzyli Michał Kostrzyński (gitara, śpiew) i Michał Tomaszewski (gitara), Jan Leśniak (instrumenty klawiszowe), Tomasz Grochowski (perkusja) oraz Andrzej Sadrukała (gitara basowa). W takim składzie pod koniec lata 2002 roku zespół zrealizował w białostockim Hertz Studio singel zatytułowany Dead World. Jeszcze tego samego roku grupę opuścili Andrzej Sadrakuła i Michał Tomaszewski, których rok później zastąpili Radosław Półrolniczak (gitara) i Grzegorz Jezierski (gitara basowa).
W 2003 roku grupa rozpoczęła przygotowania do nagrania debiutanckiego albumu, poprzedzając je występami w Polsce m.in. z grupą Hunter. Rok później w Studio X grupa podjęła realizację debiutanckiego albumu pt. End of the Weakness. Kilka miesięcy później grupę opuścił Grzegorz Jezierski, którego zastąpił Jarosław Kajszczak (gitara basowa). Niedługo potem grupę opuścił Jan Leśniak, zespół tym samym rozpoczął występy jako kwartet. W lutym 2005 roku grupa podpisała kontrakt płytowy z olsztyńską Empire Records. Na mocy którego 15 czerwca ukazał się debiut grupy. Materiał zajął 2. miejsce w plebiscycie magazynu branżowego Mystic Art w kategorii debiutant roku.
Pod koniec 2007 roku zespół zmienił nazwę na Made of Hate. Premiera pierwszej płyty nowego wcielenia zespołu o tytule Bullet in Your Head nastąpiła 22 lutego 2008 roku. Materiał trafił do sprzedaży nakładem wytwórni muzycznej AFM Records. Tego samego roku formacja poprzedzała występ Iron Maiden na Stadionie Gwardii w Warszawie. 21 września 2012 roku podczas koncertu w Ciechanowie zespół ogłosił wiadomość o odejściu basisty Jarosława Kajszczaka, którego w 2013 roku zastąpiła Marlena Rutkowska.

## Dyskografia
- Bullet in Your Head (2008, AFM Records)[6]
- Pathogen (2010, AFM Records)[7]
- Out of Hate (2014, Fonografika)

## Teledyski
- "Lock 'n' Load" (2011, reżyseria: Misiek Ślusarski)